# Sacra conversazione Del Pugliese

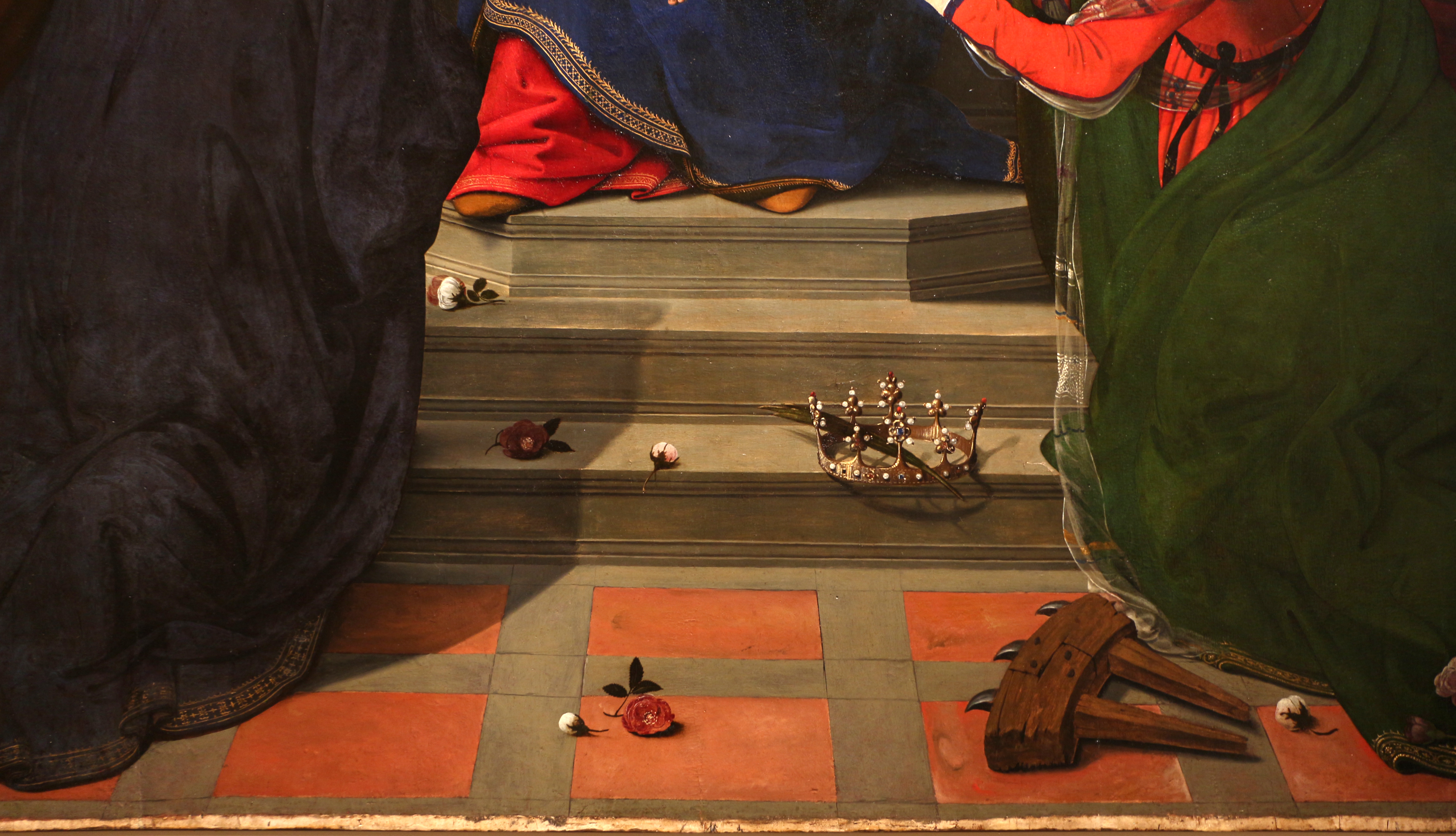
Dettaglio

La Sacra conversazione Del Pugliese è un dipinto a olio su tavola (203x197 cm) di Piero di Cosimo, databile al 1493 circa e conservato nella Galleria dello Spedale degli Innocenti di Firenze.

## Storia
L'opera venne vista da Vasari nella cappella Del Pugliese della chiesa di Santa Maria degli Innocenti a Firenze, per cui è estremamente probabile che fosse stata commissionata da Piero Del Pugliese, frequente cliente di Piero di Cosimo e di altri artisti dell'epoca.
La cronologia è incerta. Tradizionalmente è riferita al 1493, ma Freedberg l'ha recentemente spostata al primi anni del Cinquecento, vicino ad opere come l'Incarnazione di Cristo degli Uffizi, che mostra un'influenza di Lorenzo di Credi; tutt'altro che sicura è dopotutto anche la datazione della tavola degli Uffizi, che tradizionalmente è riferita a un periodo attardato, il 1505-1506, ma che nuovi studi tendono invece ad anticipare al 1490 circa.

## Descrizione e stile
L'opera è una sacra conversazione di impostazione tradizionale, con al centro la Madonna col Bambino seduta su un trono decorato e ai lati una teoria di angeli e santi, disposti con un motivo piramidale. Sebbene più affollata, l'opera rimanda all'esempio di Domenico Ghirlandaio, con un rigoroso uso della prospettiva (ben visibile nel pavimento a scacchi), un'attenzione "fiamminga" al dettaglio (negli oggetti in primo piano) e nella piacevolezza del paesaggio, che si dispone ad arte con due quinte collinari ai lati e un'apertura lacustre al centro.
I santi rappresentati sono, da sinistra, Pietro, Rosa da Viterbo inginocchiata, Caterina d'Alessandria inginocchiata e Giovanni Evangelista. Essi sono caricati di un'intensità emotiva febbrile, tipica della fine del Quattrocento in artisti come Filippino Lippi.
La fantasia di Piero di Cosimo, uno degli elementi più apprezzati della sua arte, si manifesta nell'ornata decorazione del trono. In esso si vedono un piccolo baldacchino sulla testa di Maria e un fastigio a volute scolpite, ma sorprende soprattutto la testina di cherubino scolpita al centro che si confonde con i due angioletti vivi ai lati, che reggono i lembi del drappo rossastro.